# Carex turuli
Carex turuli là một loài thực vật có hoa trong họ Cói. Loài này được Simonk. mô tả khoa học đầu tiên năm 1904.